# Katolícke noviny (Magyar Királyság)
Katolícke noviny (lapcímének magyar fordítása katolikus újság) szlovák nyelven megjelenő katolikus lap volt a Magyar Királyságban. Az 1870-ben megszűnt Cyrill a Method katolikus lap hagyományaira építve alapította még ugyanazon évben Pavol Blaho Szakolcán. 1905-től a Szlovák Néppárt (szlovákul Slovenská ľudová strana) lapjaként jelent meg. Lapcímét 1906-ban Ľudové noviny-ra váltóztatták.